# Clarksville (Arkansas)
Clarksville település az Amerikai Egyesült Államok Arkansas államában, Johnson megyében, melynek megyeszékhelye is. Lakosainak száma 9381 fő (2020. április 1.).

## Népesség
A település népességének változása:
| Lakosok száma | 9178 | 9251 | 9381 |
|               | 2010 | 2011 | 2020 |